# Ron Paul
Ronald Ernest "Ron" Paul (n. 20 august 1935) este un politician american. Membru al "Mișcării Tea Party". A participat la alegerile prezidențiale din 1988 candidând din partea Partidului Libertarian. Înainte de alegerile din 2008, până în 12 iunie a fost pretendent la candidatura pentru președinția Statelor Unite din partea Partidului Republican. La 13 mai 2011 a anunțat oficial că va lupta pentru nominalizarea candidaturii din partea Republicanilor la alegerile prezidențiale din 2012.

## Legǎturi externe
- Site oficial
- Biografie la The Washington Post
- Poziție politicǎ

1. ↑   http://www.nytimes.com/2011/11/08/us/politics/Republican-Candidates-Talk-Tough-on-Iran.html Lipsește sau este vid: |title= (ajutor)
2. ↑   http://www.bbc.co.uk/news/world-us-canada-16390099 Lipsește sau este vid: |title= (ajutor)
3. ↑   http://www.nytimes.com/roomfordebate/2011/08/02/should-central-banks-buy-gold/gold-is-a-proven-asset Lipsește sau este vid: |title= (ajutor)
4. ↑  CONOR.SI[*] Verificați valoarea |titlelink= (ajutor)